# Alessandro Algardi
Alessandro Algardi (Bolonia, Estados Pontificios, 31 de julio de 1595-Roma, Estados Pontificios, 10 de junio de 1654) fue un escultor italiano del alto barroco, activo casi exclusivamente en Roma, donde durante las últimas décadas de su vida, fue el principal rival de Gian Lorenzo Bernini.

## Primeros años
Algardi nació en Bolonia, donde a temprana edad entró como aprendiz en el taller de Ludovico Carracci, pintor de tendencia clasicista. Sin embargo, su aptitud para la escultura le hizo trabajar para Julio Cesar Conventi (1577-1640), un artista menor. 
A los veinte años, en 1608, entró al servicio de Fernando I Gonzaga, duque de Mantua, que comenzó a encargarle obras; también fue empleado de los joyeros locales para que hiciera diseños figurativos. Tras un corto periodo en Venecia, se trasladó a Roma en 1625, con una presentación por parte del duque de Mantua al sobrino del Papa Gregorio XV|último papa, Ludovico Cardinal Ludovisi, quien le empleó durante un tiempo en la restauración de estatuas antiguas.ref Estas estatuas restauradas aún forman el núcleo de la Colección Bonacorsi-Ludovisi en el Palacio Altemps. La restauración de esculturas era un trabajo habitual incluso para los escultores más prominentes de la época, incluidos Bernini y Ercole Ferrata.

## Tumba del Papa León XI
Pero la muerte del duque le dejó en una situación económica precaria. Gracias al mecenazgo de los Borghese y los Barberini, Gian Lorenzo Bernini y su taller obtuvieron la mayor parte de los encargos escultóricos de Roma. Durante casi una década, Algardi luchó porque le reconociera. En Roma le ayudaron amigos, entre ellos Pietro da Cortona y su paisano boloñés, Domenichino. Sus primeros encargos romanos incluyeron retratos con terracota y algunos bustos de mármol, mientras se mantenía a sí mismo con pequeñas obras como crucifijos.
El primer gran encargo de Algardi se produjo alrededor de 1634, cuando el cardenal Ubaldini (Médici) le encargó un monumento funerario para su tío-abuelo, el papa León XI, el tercero de los papas de la familia Médici, que había desempeñado el cargo durante menos de un mes en 1605. El monumento se empezó en 1640, y estaba acabado en su mayor parte para el año 1644. La composición es análoga a la diseñada por Bernini para la Tumba de Urbano VIII (1627-8), con una escultura central hierática del papa sentado con todos sus atributos y bendiciendo con la mano, mientras que a sus pies, dos figuras femeninas alegóricas flanquean su sarcófago. Sin embargo, en la tumba de Bernini, el brazo alzado con vigor y la postura del papa están equilibrados por el activo drama de la parte inferior, donde las figuras de la Caridad y la Justicia están o bien distraídas por putti o absortas en contemplación, mientras que una Muerte esquelética escribe activamente el epitafio.

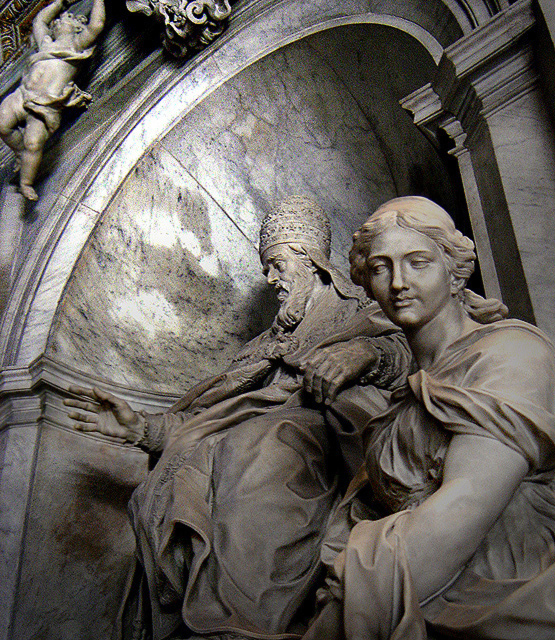
Tumba de León XI (detalle), 1640-44.

La tumba de Algardi, ejecutada en mármol blanco, es mucho menos dinámica. Las figuras alegóricas de la Magnanimidad y la Liberalidad tienen una dignidad impasible, etérea. Algunos han identificado la figura con yelmo de la Magnanimidad con la de Atenea e imágenes icónicas de la Sabiduría. La Liberalidad se parece a la famosa Santa Susana de François Duquesnoy, pero más elegante. La tumba es sombríamente monótona y carece de la agitación policromática que aparta del estado de ánimo elegíaco de la tumba de Urbano VIII.
En 1635-38, Pietro Boncompagni le encargó a Algardi una estatua colosal de Felipe Neri con ángeles arrodillándose, para Santa Maria in Vallicella, acabada en 1640. Inmediatamente después de esta obra, Algardi produjo La Degollación (o Decapitación) de San Pablo, considerada una de sus obras maestras, junto al bajorrelieve del papa León y Atila; se trata de un grupo escultórico que representa la decapitación de san Pablo con dos figuras: un santo arrodillado y resignado y el verdugo listo para dar el golpe de espada, para la iglesia de San Pablo de Bolonia (1641-1647). Estas obras crearon su reputación. Como Bernini, a menudo se adecúan a la estética barroca de representar actitudes dramáticas y expresiones emocionales, si bien la escultura de Algardi tiene una sobriedad contenida que contrasta con las obras de su rival.

## Favor papal bajo Inocencio X
Con la ascensión al papado, en 1644, de Inocencio X, de la boloñesa familia Pamphili, tanto Barberini como su artista favorito, Bernini, cayeron en el descrédito. Algardi, por su parte, fue acogido por el papa y el sobrino del papa, Camillo Pamphilj. Los retratos de Algardi eran muy cotizados, y su severidad formal contrasta con las imágenes de Bernini, más vivaces. Un gran bronce hierático de Inocencio X obra de Algardi se encuentra actualmente en los Museos Capitolinos.

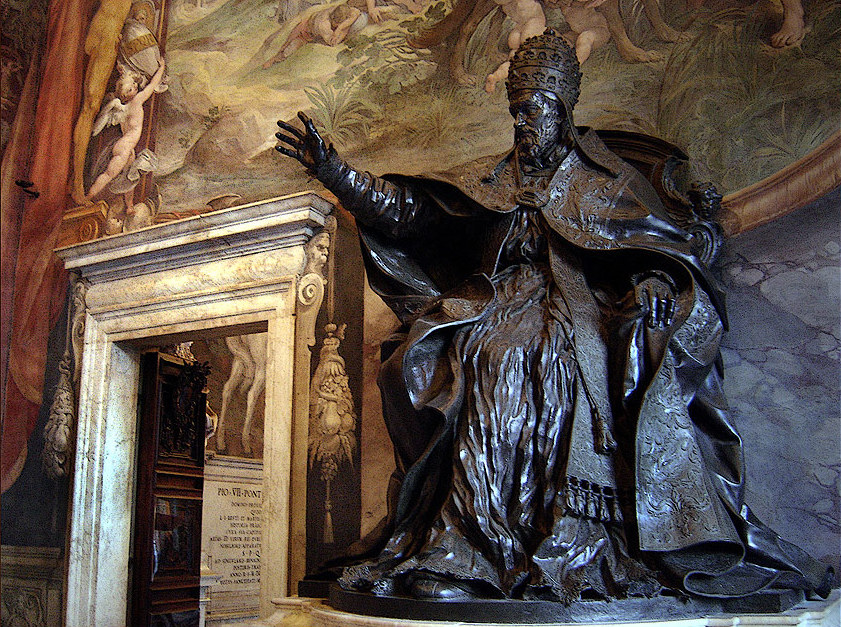
El papa Inocencio X, Museos Capitolinos.

Algardi no era conocido por su arquitectura. En 1644 se le encarga la construcción en las laderas del Janículo (una de las colinas de Roma en la orilla derecha del Tíber) de la Villa Doria-Panfili, cuyo plano está inspirado de las villas de Palladio completada con una rica decoración con estucos y relieves exteriores. Ayudó a diseñar la fachada de esta Villa en las afueras de la puerta de San Pancracio, un proyecto en el que dependió de la ayuda profesional del arquitecto-ingeniero Girolamo Rainaldi, mientras que Algardi y su taller ejecutaron las fuentes incrustadas de esculturas y otras obras del jardín, donde aún se conservan muchas de sus esculturas independientes y bajorrelieves. 
En 1650 conoció a Diego Velázquez, quien le proporcionó encargos desde España, en donde hizo las figuras para la Fuente de Neptuno en Aranjuez, así como dos chimeneas en el mismo Palacio de Aranjuez. El Convento de las Agustinas de Salamanca contiene la Tumba de los Condes de Monterrey, otra obra de Algardi.

## El Papa San León deteniendo a Atila

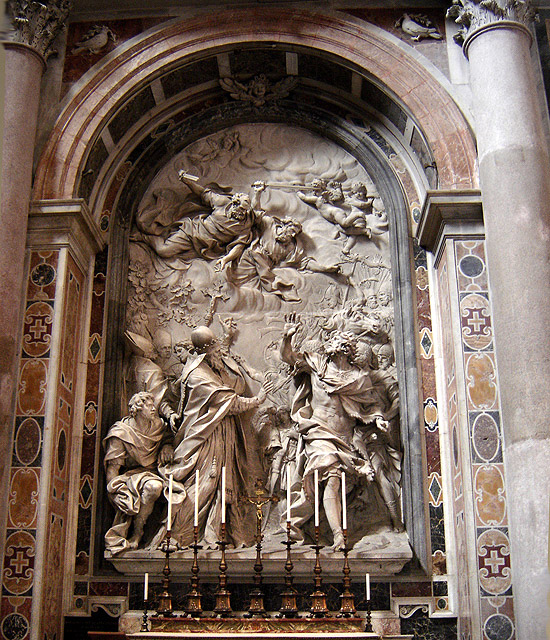
El Papa San León deteniendo a Atila, Basílica de san Pedro.

La Degollación de San Pablo y sobre todo el enorme y dramático panel en alto relieve de mármol obra de Algardi representando al Papa San León deteniendo a Atila (1646–53) para la Basílica de San Pedro son sus principales obras maestras. Previamente se habían usado grandes relieves de mármol en las iglesias romanas, pero para la mayor parte de los mecenas, los retablos esculpidos en mármol eran demasiado costosos. En este relieve, las dos figuras principales, el papa severo y valeroso y el consternado y atemorizado Atila, surgen y sobresalen del centro hacia las tres dimensiones. Ellos dos son los únicos que ven descender los guerreros angelicales que acuden a la defensa del papa, mientras que el resto se quedan en los relieves del fondo, llevando a cabo sus obligaciones terrenas.
El tema era apto para un estado papal que buscaba influencia, puesto que representa la leyenda histórica referente al más grande de los papas llamados León, quien con ayuda sobrenatural, derrotó a los hunos y les impidió saquear Roma. Desde un punto de vista barroco es un momen duda alguna, el mensaje de su patrón sería que se recordaría seriamente a todos los espectadores la capacidad del papa de invocar la retribución divina contra sus ememigos. Existe una réplica a escala reducida de este relieve, en plata, conservada en el Palacio Real de Madrid, y considerada obra autógrafa.

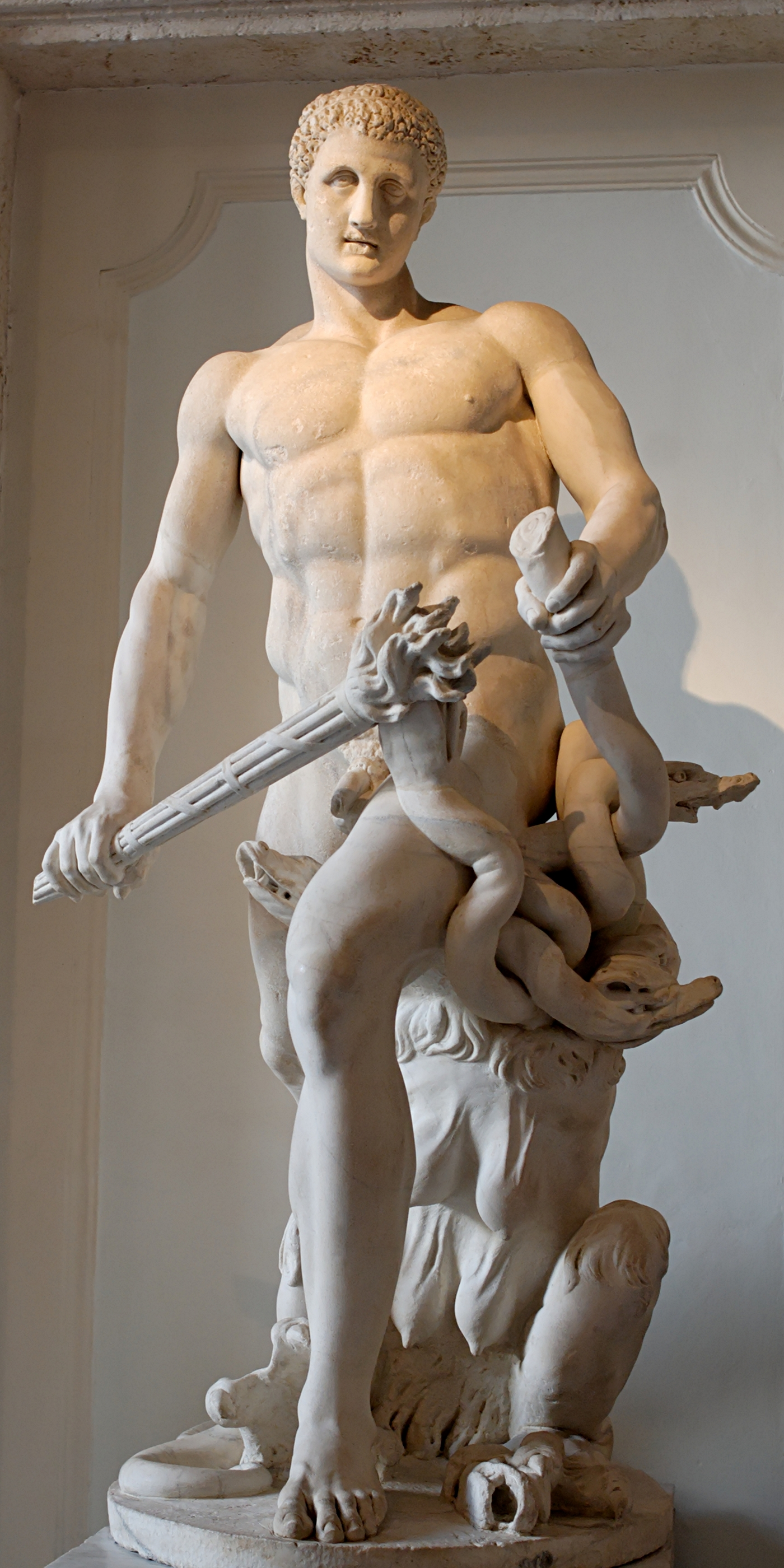
Torso helenístico tipo Lisipo, restaurado por Algardi como Hércules y la Hidra (Museos Capitolinos).

Algardi murió en Roma al año siguiente de haber completado este famoso relieve, que fue muy admirado por los contemporáneos. En sus últimos años Algardi controló un gran taller y amasó una gran fortuna. El estilo clasicista de Algardi fue seguido por sus discípulos (incluyendo a Ercole Ferrata y Domenico Guidi). Antonio Raggi inicialmente se formó con él. Los últimos dos completaron su diseño para un retablo titulado la Visión de san Nicolás (San Nicola de Tolentino, Roma) usando dos piezas de mármol separadas unidas en un mismo acontecimiento y lugar, y aun así separando con éxito las esferas divina y terrenal. Otros ayudantes de su taller, menos conocidos, fueron Francesco Barrata, Girolamo Lucenti, y Giuseppe Perroni.

## Valoración crítica y legado
Algardi fue también conocido por sus retratos que muestran una atención obsesiva por los detalles de una fisionomía que resultaba psicológicamente reveladora en un estilo sobrio pero naturalista, siguiendo así la línea de profundización psicológica, más que la exaltación aparatosa. Prestó una atención minuciosa hacia las ropas y las telas, como puede verse en los bustos de Laudivio Zacchia, Camillo Pamphili, y de Muzio Frangipane y sus dos hijos Lello y Roberto.
En temperamento, su estilo estaba más próximo al barroco contenido y clasicista de Duquesnoy que a las emotivas obras de otros artistas de la época. Desde un punto de vista artístico, tuvo gran éxito en esculturas de retrato y grupos de niños, donde estaba obligado a seguir más fielmente la naturaleza. Sus modelos en terracota, algunos de ellos acabadas obras de arte, eran muy apreciados por los coleccionistas.